# وقود بديل

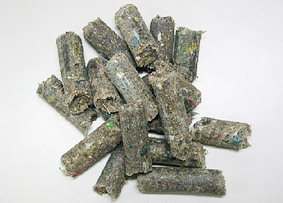
حبيبات الوقود المشتقة من النفايات

الوقود البديل، ويعرف باسم الوقود غير التقليدي أو الوقود المتقدم، هو أي مادة يمكن استخدامها كوقود، غير أنواع الوقود التقليدية مثل: الوقود الأحفوري (البترول (النفط)، الفحم، والغاز الطبيعي)، بالإضافة إلى المواد النووية كاليورانيوم والثوريوم، وكذلك أنواع وقود النظائر المشعة الصناعية التي تصنع في المفاعلات النووية.
من أنواع الوقود البديل المعروفة الديزل الحيوي (البيو-ديزل) والكحول الحيوي (البيو-كحول) (ميثانول، إيقانول، بوتان)، والوقود المشتق من النفايات، والكهرباء المخزنة كيميائيًا (البطاريات وخلايا الوقود)، والهيدروجين، والميثان غير الأحفوري، والغاز الطبيعي غير الأحفوري، وزيت الخضروات، والبروبان، ومصادر أخرى للكتلة الحيوية.

## خلفية
الوقود هو أي مادة يمكن أن تتفاعل مع مواد أخرى بحيث تطلق الطاقة كطاقة حرارية أو تستخدم للحصول على شغل ميكانيكي (عمل). الهدف الأساسي من الوقود تخزين الطاقة، والتي ينبغي أن تكون في شكل مستقر ويمكن نقلها بسهولة لمكان الاستخدام. تقريبًا كل أنواع الوقود أنواع كيميائية. يطبق المستخدم هذا الوقود لتوليد الحرارة أو أداء عمل ميكانيكي، كإدارة محرك احتراق. من الممكن أيضًا استخدامه لتوليد الكهرباء، والتي تستخدم فيما بعد للتدفئة أو الإنارة أو الأغراض الأخرى المختلفة.

## التعريفات الرسمية الحالية
لا تتفق كل التعريفات الرسمية

## التعريف في الاتحاد الأوروبي
في الاتحاد الأوروبي، يعرف الوقود البديل بالمرسوم التوجيهي 2014/94/ إي يو للبرلمان الأوروبي الصادر عن المجلس في 22 أكتوبر 2014 والخاص بتطبيق البنية التحتية الخاصة بالوقود البديل.
«الوقود الأحفوري» يعني الوقود أو مصادر الاستطاعة التي تؤدي، جزئيًا على الأقل، دور البديل لمصادر الوقود الأحفوري في التغذية الطاقية للنقل، والتي يمكنها المساهمة في إزالة الكربون وتحسين الأداء البيئي لقطاع النقل. وهو يشمل، من بين أشياء أخرى:
- الكهرباء
- الهيدروجين
- الوقود الحيوي كما هو معرف في النقطة الأولى من البند 2 للمرسوم 2009/28/ إي سي.
- الوقود البرافيني والاصطناعي
- الغاز الطبيعي، ويشمل البيوميثان، بشكله الغازي (الغاز الطبيعي المضغوط)، وشكله السائل (الغاز الطبيعي المسال)
- غاز البترول المسال؛
- - المرسوم 2014/94/ إي يو للبرلمان الأوروبي الصادر عن المجلس في 22 أكتوبر 2014 والخاص بتطبيق البنية التحتية الخاصة بالوقود البديل.

## تعريفه في الولايات المتحدة الأمريكية
في الولايات المتحدة، تعرف وكالة حماية البيئة الوقود البديل كما يلي:
يشمل الوقود البديل الوقود الغازي كالهيدروجين والغاز الطبيعي والبروبان؛ والكحول كالإيثانول والميثانول والبوتانول؛ والزيوت المشتقة من الخضروات والنفايات؛ والكهرباء. يمكن استخدام أنواع الوقود هذه في نظام مخصص يحرق نوعًا واحدًا منها، أو في نظام مختلط مع أنواع أخرى من الوقود تشمل البنزين أو الديزل التقليديين، كالمركبات الكهربائية الهجينة أو المركبات المرنة من حيث الوقود.

- وكالة حماية البيئة في الولايات المتحدة الأمريكية (إي بّي إيه)

### التعريف في كندا
في كندا، منذ 1996، عرفت تشريعات الوقود البديل إس أو آر/96-453 وقانون الوقود البديل الوقود البديل بأنه:
لأهداف تعريف الوقود البديل في القسم الفرعي 2(1) من القانون، يصنف ما يلي، عند استخدامه مصدرًا وحيدًا لطاقة الدفع المباشر لمركبة ذات محرك، من أنواع الوقود البديل:
(أ) الإيثانول
(ب) الميثانول
(ج) غاز البروبان
(د) الغاز الطبيعي
(ه) الهيدروجين
(و) الكهرباء
(ز) لأهداف القسمين 4 (1) و 5 (1) من القانون، أي وقود مخلوط يحتوي على 50 بالمئة على الأقل من أحد أنواع الوقود المشار إليها في الفقرات (أ) حتى (و)
(ح) لأهداف القسمين 4 (2) و 5 (2) من القانون، أي وقود مخلوط يحتوي على أحد أنواع الوقود المشار إليها في الفقرات (أ) حتى (و).
- تشريعات الوقود البديل (إس أو آر/ 96-453)

### الصين
في الصين، يجب على مركبات الوقود البديل أن تنصاع للتوجيهات التقنية للإنتاج المحلي لمركبات الوقود البديل: يجب أن يكون عمر تخزينها أكثر من 100,000 كم، ويجب أن يجب أن يستغرق الشحن الكامل أقل من 7 ساعات. حتى 80% من الشحن يجب أن يكون متاحًا بعد أقل من 30 دقيقة شحن. بالإضافة إلى ذلك، فإن المركبات الكهربائية بالكامل يجب أن تستهلك طاقة كهربائية أقل من 0.16 كيلوواط ساعي/كم.

## الوقود الحيوي

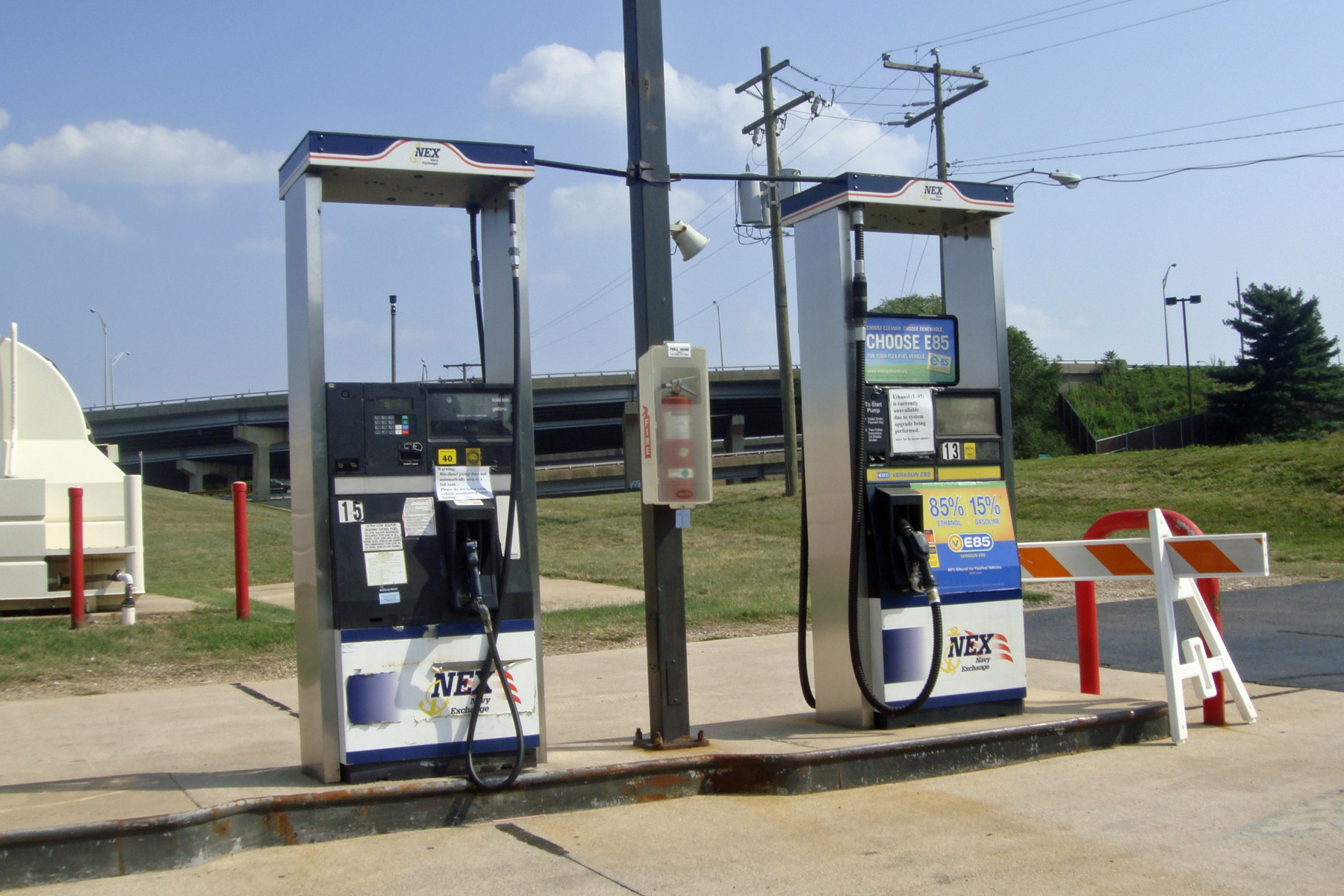
مضخات الوقود الحيوي في محطة بنزين، أرلينغتون، فيرجينيا

يعتبر الوقود الحيوي أيضًا مصدرًا متجددًا. ومع أن الطاقة المتجددة بمعظمها لتوليد الكهرباء، فمن المفترض في أغلب الأحيان أن شكلًا من أشكال الطاقة المتجددة أو نسبة مئوية منها يستخدم في صناعة أنواع الوقود البديل. ما يزال البحث جاريًا لإيجاد محاصيل أنسب لاستخراج الوقود الحيوي وتحسين مخرجات الزيوت من هذه المحاصيل. باستخدام المخرجات الحالية، نحتاج لمساحات واسعة من الأرض والمياه العذبة لإنتاج زيوت تكفي لاستبدال استخدام الوقود الأحفوري بالكامل.

### الكتلة الحيوية
الكتلة الحيوية في مجال إنتاج الطاقة هي المواد الحيوية الحية أو حديثة الموت التي يمكن استخدامها وقودًا أو للإنتاج الصناعي. أصبحت شائعةً في محطات توليد الكهرباء من الفحم الحجري، التي تبدل بين الفحم والكتلة الحيوية للتحول نحو توليد الكهرباء بالطاقات المتجددة دون هدر منشآت التوليد وبناه التحتية الموجودة. تشير الكتلة الحيوية في أغلب الأحيان إلى النباتات أو المواد المأخوذة من النباتات التي لا تستخدم للغذاء أو الكلأ، وتسمى بشكل خاص كتلة حيوية نيتروسيللوزية. كمصدر طاقة، يمكن أن تستخدم الكتلة الحيوية إما بشكل مباشر عن طريق الحرق لإنتاج الحرارة، أو بشكل غير مباشر بعد تحويلها لأشكال متنوعة من الوقود الحيوي.

### الوقود المأخوذ من الطحالب
روج للوقود الحيوي الطحلبي في الإعلام بوصفه الحل لمشاكل النقل المبني على النفط الخام. يمكن أن تنتج الطحالب أكثر من 2000 غالون من الوقود للأكر في سنة الإنتاج. تجرب أنواع الوقود الطحلبية حاليًا بنجاح من قبل البحرية الأمريكية. وتظهر أنواع البلاستيك الطحلبية قدرةً على خفض الهدر وكلفة الرطل، ويتوقع أن يكون البلاستيك الطحلبي أرخص من البلاستيك التقليدي.

## البيو-ديزل
يصنع البيو-ديزل من دهون الحيوانات أو زيوت الخضروات، وهي موارد متجددة تأتي من نباتات كفول الصويا، والذرة، والزيتون، والكانولا، والفول السوداني، والعصفر، والنخيل، وجوز الهند، والسمسم، وبذور القطن، إلخ. عندما تنقى هذه الدهون أو الزيوت من هيدروكربوناتها وتمزج مع الكحول كالميثانول، يعاد الديزل للحياة من هذا التفاعل الكيميائي. يمكن إما مزج هذه المواد الخام مع الديزل الصافي لصنع نسب مختلفة أو استخدامها لوحدها. ورغم وجود أسباب لتفضيل الخلائط في بعض الحالات، فإن البيو-ديزل سيصدر عددًا أقل من الملوثات (معلقات أحادي أكسيد الكربون والهيدروكربونات) بالمقارنة مع الديزل التقليدي، وذلك لأن البيو-ديزل يحرق بشكل أنظف (احتراق كامل) وأكثر كفاءة. حتى مع اختراع الديزل شديد انخفاض الكبريت وما يرافقه من انخفاض في كمية الكبريت الناتج عن حرق وقود الديزل العادي، فإن البيو-ديزل يتجاوز هذه المستويات لأنه خالٍ من الكبريت.

## الوقود الكحولي
الميثانول والإيثانول مصدران أساسيان للطاقة؛ فهما نوعا وقود ملائمان لتخزين الطاقة ونقلها. يمكن استخدام أنواع الكحول هذه لمحركات الاحتراق الداخلي كأنواع وقود بديل. للبوتان ميزة أخرى: فهو وقود المحركات الكحولي الوحيد الذي يمكن نقله فورًا باستخدام شبكات أنابيب إنتاج البترول، عوضًا عن استخدام الشاحنات وسيارات النقل.

## الأمونيا (النشادر)
يمكن استخدام الأمونيا (NH3) وقودًا. وتشمل فوائد الأمونيا عدم الحاجة للنفط، وانعدام الانبعاثات، وانخفاض التكلفة، وتوزيع المنتج بشكل يخفض الحاجة للنقل وما يرافقها من تلوث. تجري دراسة إرجاع النتروجين لإمكانية استخدامه في خلايا الوقود ومحركات الاحتراق عن طريق البحث في تحويل الأمونيا لغاز النتروجين وغاز الهيدروجين.

## الوقود المستحلب
يمكن استحلاب الديزل أيضًا مع الماء واستخدامه وقودًا. يساعد ذلك في زيادة مردود المحرك وخفض انبعاثات العادم.